# Веверс, Ян Янович
Ян Янович Веверс (сентябрь 1899, село Кокенское, Вольмарский уезд, Лифляндская губерния, Российская империя — 28 октября 1978, Рига, Латвийская ССР, СССР) — деятель советских спецслужб, первый председатель Комитета государственной безопасности Латвийской ССР (1954—1963).

## Биография
Родился в крестьянской семье. После окончания четырех классов училища, работал переписчиком.
В 1919 году вступил в РКП (б), в том же году в Красную Армию. Принимал участие в Гражданской войне. В 1922 году начал службу в Енисейском отделе ГПУ НКВД РСФСР. С 1931 по 1932 годы — заместитель начальника СПО ПП ОГПУ Северо-Кавказского края. До 1934 года работал в ГПУ Грозного. В 1935—1937 годах был начальником СПО УГБ НКВД Татарской АССР. В 1937—1938 годах занимал должность начальника ДТО НКВД Амурской железной дороги. В 1938—1940 годах работал в системе ГУЛАГа.

И сразу сталкиваюсь со взглядом Веверса. Глаза в глаза.

Их бы надо в кино крупным планом показывать, такие глаза. Совсем голые. Без малейших попыток маскировать цинизм, жестокость, сладострастное предвкушение пыток, которым сейчас будет подвергнута жертва. К этому взгляду не требовалось никаких словесных комментариев.— Евгения Гинзбург. Крутой маршрут.
В декабре 1940 года был назначен заместителем начальника дорожно-транспортного отдела (ДТО) НКВД Латвийской железной дороги.
Во время Великой Отечественной войны занимался диверсионной работой на территории оккупированной Латвии. С 1944 по 1952 годы — заместитель наркома (позже министра) государственной безопасности Латвийской ССР. В 1953—1954 годах работал в Рижском МВД и МГБ.
С 1954 по 1963 годы — председатель КГБ Латвийской ССР.
В марте 1963 года вышел на пенсию. Жил в Риге.

## Звания
- Капитан государственной безопасности (22 апреля 1936 г.)
- Подполковник государственной безопасности (11 февраля 1943 г.)
- Полковник государственной безопасности (22 декабря 1943 г.)
- Генерал-майор (14 января 1956 г.)

## Награды и звания
Ордена
- Орден Ленина (21 февраля 1945)
- 3 ордена Красного Знамени (3 ноября 1944; 25 июля 1949; 24 августа 1949)
- Орден Трудового Красного Знамени (20 июля 1950)
- Орден «Знак Почета» (28 октября 1967)
- Орден Отечественной войны I степени (31 мая 1945)
- Орден Отечественной войны II степени (31 мая 1946)

Медали и знаки отличия
- Медаль «За Победу над Германией в Великой Отечественной войне 1941-1945 гг.»
- Ряд других медалей
- Почётный сотрудник госбезопасности (23 декабря 1957)
- Почетный работник ВЧК-ГПУ (V) (№549, октябрь 1930)